# 普萊瑟河

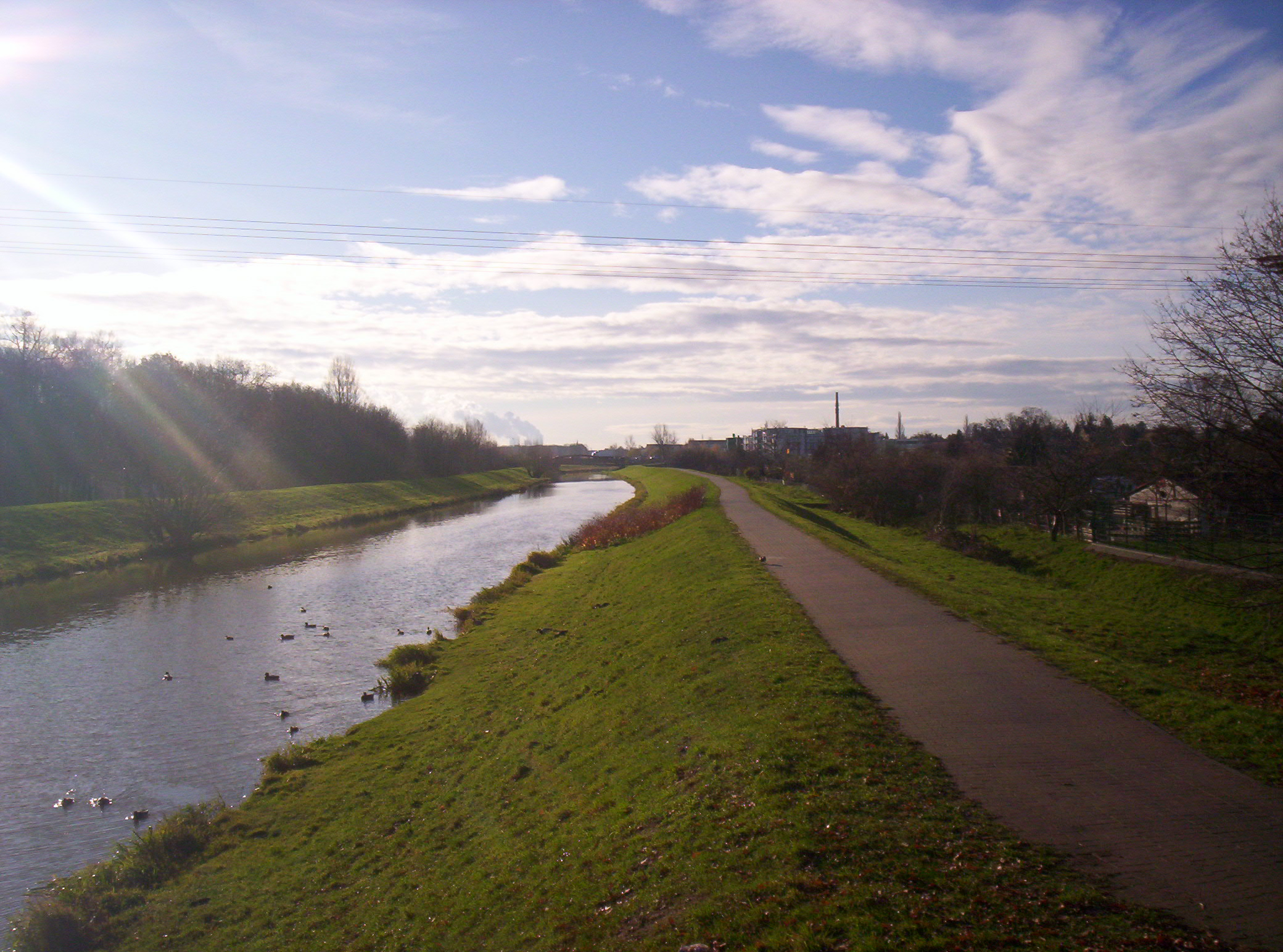

普萊瑟河（德語：Pleiße，發音：[ˈplaɪsə] ⓘ）是德國的河流，位於薩克森自由州，屬於魏瑟埃爾斯特河的右支流，河道全長90公里，流域面積1,876平方公里，發源自利希滕坦讷，流經韋爾道、克里米乔、阿爾滕堡和圖林根，河口處在萊比錫。